# MMC-kaart
Een MMC-kaart (MultiMediaCard) is een geheugenkaart die is opgebouwd met flashgeheugen. Het is een kleine 7-pins geheugendrager van 24 mm x 32 mm x 1.5 mm.
De kaart stamt uit 1997 en is door een dochteronderneming van Siemens in samenwerking met SanDisk ontwikkeld.
De capaciteit van de kaart ligt tussen de 3 MB en 4 GB. De snelheid van de gegevensoverdracht bedraagt 2,5 MB/s.

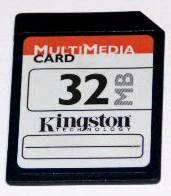
MMC-kaart van 32 MB
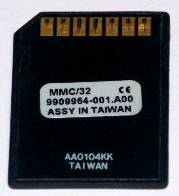
MMC-kaart
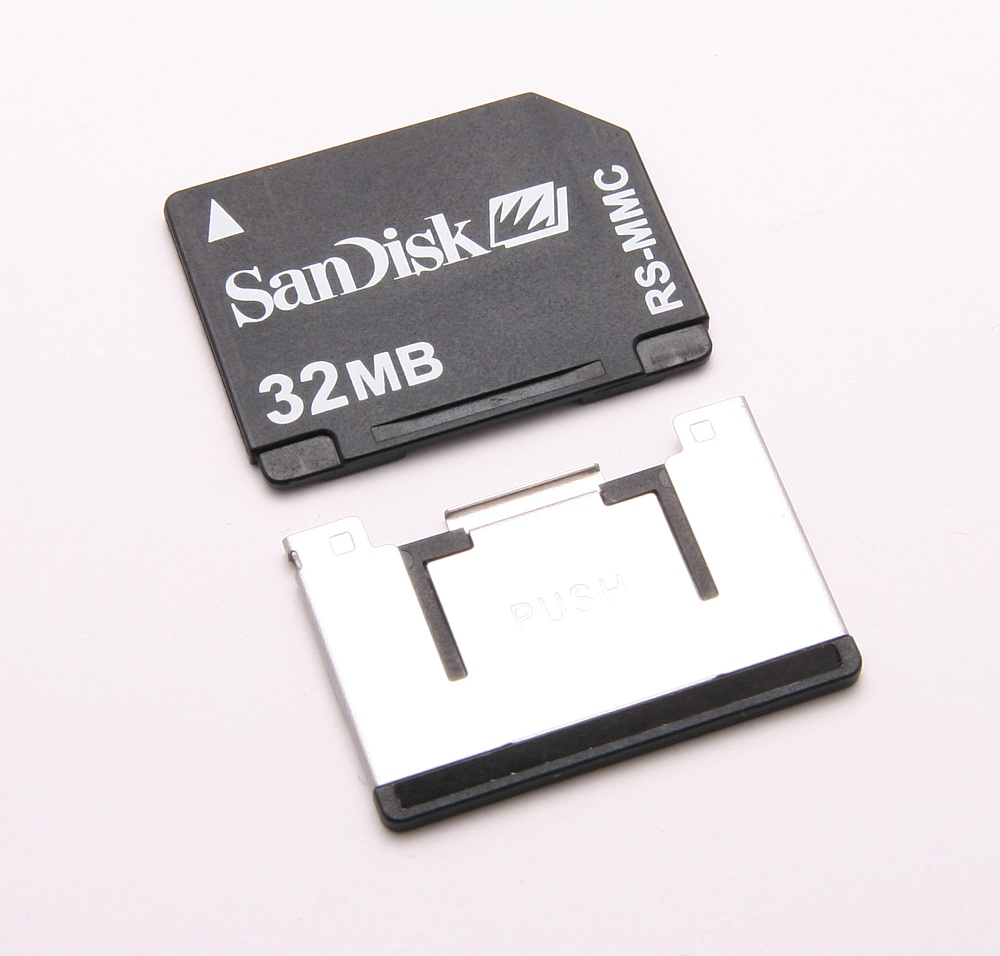

SD-gleuven voor de nieuwere SD-kaart ondersteunen ook MMC-kaarten. RC-MMC-kaarten zijn kleinere uitvoeringen van de MMC.